# Halbberge bei Mertendorf
Koordinaten: 51° 7′ 24″ N, 11° 51′ 38″ O

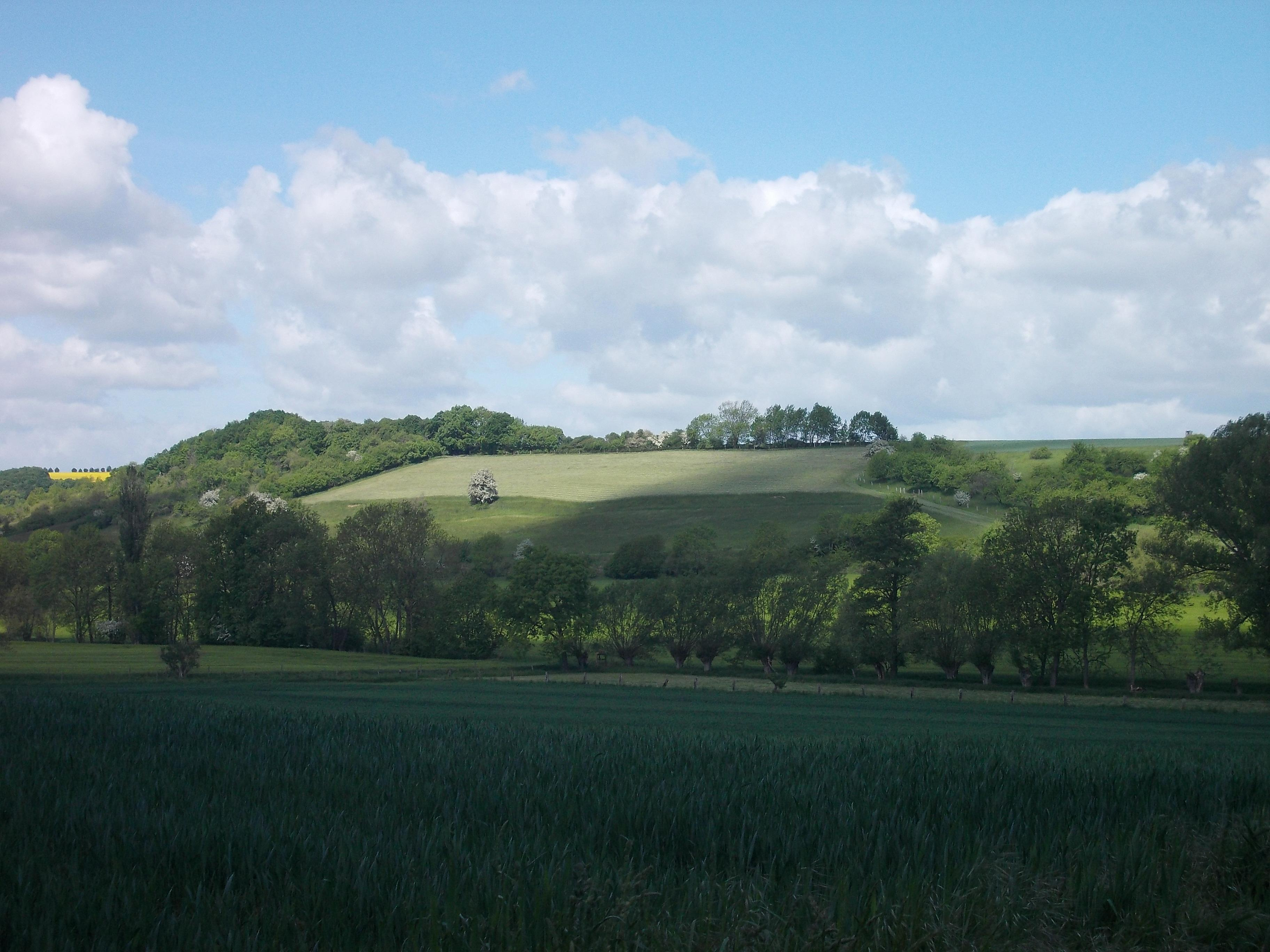
Blick zum Naturschutzgebiet

Die Halbberge bei Mertendorf sind ein Naturschutzgebiet in den Gemeinden Mertendorf und Wethau im Burgenlandkreis in Sachsen-Anhalt.

## Allgemeines
Das Naturschutzgebiet mit dem Kennzeichen NSG 0267 ist circa 51 Hektar groß. Das Gebiet wird nahezu vollständig vom Landschaftsschutzgebiet „Saale“ umgeben. Der westliche Bereich des Naturschutzgebietes ist größtenteils Bestandteil des rund 17 Hektar großen, gleichnamigen FFH-Gebietes. Es steht seit 2002 unter Schutz (Datum der Verordnung: 21. Mai 2002). Zuständige untere Naturschutzbehörde ist der Burgenlandkreis.

## Beschreibung
Das Naturschutzgebiet liegt südöstlich von Naumburg in Naturpark Saale-Unstrut-Triasland. Es stellt einen Teil des Süd- und Westhangs sowie einen Teil des Plateaus der Halbberge unter Schutz.
Im Westen des Naturschutzgebietes stockt ein artenarmer Niederwald auf Muschelkalk des Unteren Muschelkalks mit Hainbuche, Stieleiche und Gemeiner Esche. In Plateaulage schließt sich mesophiler Traubeneichen-Hainbuchenwald mit Winterlinde an. In der Krautschicht sind Türkenbundlilie und Hohe Schlüsselblume zu finden, die Strauchschicht wird von Wolligem Schneeball, Rotem Hartriegel, Hundsrose und Eingriffeligem Weißdorn gebildet. An den Waldsäumen siedeln u. a. Schwalbenwurz, Sichelhasenohr, Hainwachtelweizen und Türkenbundlilie. Am Westhang des Halbbergs nördlich von Mertendorf befindet sich ein aufgelassener Kalksteinbruch. Hier stocken Stieleiche, Feld- und Bergahorn mit Purpurblauer Steinsame, Sichelhasenohr, Breitblättrigem Laserkraut und Straußblütiger Wucherblume in der Krautschicht. Die Strauchschicht wird von Wolligem Schneeball und Weißdorn gebildet. Auf den steilsten Standorten am Oberhang und auf den Schutthalden des Steinbruchs siedeln Graslilien-Fiederzwenken-Trockenrasen mit Ästiger Graslilie, Gemeinem Wundklee, Hirschwurz-Storchenschnabel-Säumen und Kalkschutt-Pioniergesellschaften mit Schmalblättrigem Hohlzahn. Die Steinbruchsohle wird von Rainfarnstaudenfluren und Steinkleegesellschaften eingenommen.
Nach Osten schließen sich artenreiche Grünlandbereiche mit trockenen Glatthaferwiesen und Streuobstwiesen mit nicht mehr genutzten Obstpflanzungen, Schlehen-Rosenbüsche, Holunder- und Pflaumengebüschen an. Auf den Glatthaferwiesenbereichen siedeln als charakteristische Arten Wiesensalbei, Gemeines Zittergras und Fiederzwenke sowie Silberdistel, Gewöhnliche Kuhschelle und Diptam. Auch streng geschützte Orchideenarten wie Dreizähniges Knabenkraut, Purpurknabenkraut und Fliegenragwurz sind hier zu finden. Die Grünlandbereiche werden teilweise als Mähwiesen genutzt. Dies dient auch der Pflege und der Erhaltung der Orchideen- und Trockenrasenflora. Eine weitere als Acker genutzte Fläche befindet sich auf dem Plateau des Halbberges. Sie ist im Westteil in das Naturschutzgebiet einbezogen. Die offenen Bereiche am Südhang des Halbberges verbuschen teilweise.
Die Trockenbiotope des Naturschutzgebietes sind Lebensraum einer artenreichen Insektenfauna. Hier sind verschiedene Edelfalter und Bläulinge sowie das Veränderliche Rotwidderschen heimisch. Weiterhin sind Hirschkäfer, Erdbock und Gemeine Sichelschrecke zu finden. Reptilien sind durch Zaun- und Waldeidechse vertreten. Die naturnahen Waldbereiche sind Lebensraum von Haselmaus und Dachs. Das Naturschutzgebiet bietet zudem verschiedenen Vogelarten einen Lebensraum, darunter Habicht, Turmfalke, Ringeltaube, Bunt- und Kleinspecht, Goldammer, Pirol, Kleiber, Schwanzmeise, Gartenbaumläufer, Zilpzalp und Mönchsgrasmücke.
Nordöstlich von Mertendorf grenzt das Naturschutzgebiet an die Bahnstrecke Naumburg–Teuchern. Nördliche von Rathewitz und westlich von Scheiplitz quert die Bahnstrecke das Naturschutzgebiet.